# 함평향교
함평향교(咸平鄕校)는 대한민국 전라남도 함평군 대동면에 있는 향교이다. 1985년 2월 25일 전라남도의 유형문화재 제113호로 지정되었다.

## 개요
향교는 훌륭한 유학자를 제사하고 지방민의 유학교육과 교화를 위하여 나라에서 지은 교육기관이다.
지어진 연대는 확실히 알 수 없으나 정유재란(1597)으로 불타 없어진 것을 선조 32년(1599)에 초가집으로 다시 지었으나 위치가 좋지 않다고 해서 인조 3년(1625)에 현 위치로 옮겼다. 지금의 건물들은 근래에까지 여러 차례 수리한 건물이다. 현재 남아있는 건물은 대성전·명륜당·동재·서재·내삼문 등이 있다.
일반적으로 향교의 건물배치는 평지일 경우 제사공간이 배움의 공간 앞에 오는 전묘후학의 형식을 따르며, 경사지일 경우 배움의 공간이 앞에 오는 전학후묘의 형식을 따르고 있다. 이곳은 흔치 않은 예로 전묘후학의 형식을 따르고 있다.
조선시대에는 국가로부터 토지·노비·책 등을 지급받아 학생들을 가르쳤으나, 갑오개혁(1894) 이후에는 교육적 기능은 없어지고 봄·가을에 제사만 지낸다.

## 참고 자료
- 함평향교 - 국가유산청 국가유산포털